# Ursula Pistorius
Ursula Pistorius (geb. Raabe; * 18. Januar 1933 in Frankfurt (Oder); † 4. September 2015 in Osnabrück) war eine deutsche Politikerin (SPD) und Mitglied des Niedersächsischen Landtages.

## Leben
Pistorius besuchte zunächst die Volksschule und später das Gymnasium sowie Einheitsschule bis 1949. Im selben Jahr übersiedelte die Familie von der SBZ nach Westdeutschland. 1952 legte sie ihr Abitur am katholischen Mädchengymnasium Angelaschule in Osnabrück ab.
Ab 1952 war sie als Verlagsangestellte tätig. Seit 1953 war sie Mitglied der Gewerkschaft Handel, Banken und Versicherungen. Sie heiratete Ludwig Pistorius (1923–2009) und hatte drei Söhne, die 1956, 1960 und 1962 geboren wurden. Nach der Geburt des ersten Sohns gab sie ihre Berufstätigkeit auf. Der zweite Sohn ist der SPD-Politiker Boris Pistorius, seit 19. Januar 2023 Bundesminister der Verteidigung.
Ursula Pistorius wurde 1970 Mitglied der SPD. Von 1972 bis 1996 war sie Mitglied des Rates in Osnabrück und als Mitglied in verschiedenen Ausschüssen tätig.
Mitglied des Niedersächsischen Landtages war sie von der neunten bis elften Wahlperiode vom 21. Juni 1978 bis 20. Juni 1990. In drei Wahlen errang sie jeweils das Direktmandat im Wahlkreis Osnabrück-Ost. Sie war stellvertretende Vorsitzende der SPD-Landtagsfraktion vom 21. Juni 1986 bis 20. Juni 1990.
Nach dem Ende ihrer politischen Mandate begann sie ein Seniorenstudium und bereiste den Osten Europas. Sie starb 2015 im Alter von 82 Jahren nach kurzer, schwerer Krankheit.